# Ahmed al-Tilemsi
Ahmed al-Tilemsi, nom de guerre de Abderrahmane Ould Amer, né en 1977 à Tilemsi, près de Gao, au Mali, et mort le 11 décembre 2014 près d'Anéfis lors du combat de Tabankort, est un djihadiste malien.

## Biographie
Les récits sur la vie d'Ahmed al-Tilemsi sont contradictoires. Originaire du désert de Tilemsi, près de la commune de Tarkint, au nord-est de Gao, c'est un Arabe malien de la tribu des Lemhar. Selon l'AFP, il se radicalise très jeune et prêche de campements en campements, mais selon le chercheur et journaliste mauritanien Lemine Ould Mohamed Salem, Ahmed al-Tilemsi n'est pas connu comme étant un djihadiste avant le début de la guerre du Mali. Avant 2012, il est surtout l'un des plus importants trafiquants de drogues du Mali et avant le début de la rébellion touarègue de 2012, il fait également partie d'une milice progouvernementale malienne proche des colonels Mohamed Ould Meydou et El Hadj Ag Gamou.
Selon Lemine Ould Mohamed Salem, Ahmed al-Tilemsi rejoint le MUJAO en 2012, au moment où Gao et sa région tombe aux mains des rebelles. Il rallie le mouvement djihadiste, peut-être « pour protéger ses affaires » et « régler un vieux contentieux tribal entre son clan des Lamhar proche du MUJAO et les Kountas, plutôt proches du MNLA. » L'armée française, quant à elle, le présente comme l'un des fondateurs du MUJAO,.
Selon Jeune Afrique, Ahmed al-Tilemsi devient le chef de la branche militaire du MUJAO. Il est également souvent présenté comme le commandant de la katiba Oussama ben Laden, l'une des quatre katiba du MUJAO,,. Pour Lamine Ould Mohammed Salem, cependant, Ahmed al-Tilemsi est le financier du MUJAO, puis d'Al-Mourabitoune, mais il n'est ni chef militaire, ni émir, alors que l'armée française le présentera comme tel lors de l'annonce de sa mort,.
Selon les déclarations en 2014, de Yoro Ould Daha, un ancien chef du MUJAO ensuite passé au MAA loyaliste, Ahmed al-Tilemsi est blessé en 2012, après le début de la rébellion. Il affirme avoir servi sous ses ordres au sein de la katiba Oussama ben Laden et déclare à son sujet : « Ahmed Tilemsi, il nous faisait peur. On le connaît depuis la guerre contre les Kountas, avant 2000 : il avait volé nos armes pour les donner à Belmokhtar. Il est réapparu avec lui, en 2012. C'est un vrai terroriste ».
En novembre 2012, Ahmed al-Tilemsi est impliqué avec Sultan Ould Bady dans l'enlèvement du touriste français Gilberto Rodrigues Leal, lequel est annoncé mort en 2014,,. Il est également soupçonné par les Français d'avoir joué un rôle dans l'enlèvement d'Antoine de Léocour et de Vincent Delory, tués le 8 janvier 2011 lors du combat de Tabankor.
Le 22 août 2013, il signe un communiqué avec Mokhtar Belmokhtar, dans lequel les deux hommes annoncent que le MUJAO et Les Signataires par le sang fusionnent pour former un seul mouvement : Al-Mourabitoune. 
Le 13 juillet 2014, la tête d'Ahmed al-Tilemsi est mise à prix par les États-Unis pour cinq millions de dollars,.
Ahmed al-Tilemsi est tué dans la nuit du 10 au 11 décembre 2014, dans les environs de Tabankort, près d'Anéfis, lors d'un combat contre les troupes françaises au cours duquel six de ses hommes sont également tués et trois autres faits prisonniers,,,,.
Le 6 janvier 2015, Al-Mourabitoune confirme la mort d'Ahmed al-Tilemsi et de six autres combattants, dans un message remis à l'agence mauritanienne Alakhbar,.